# Lap Dance (singolo)
Lap Dance è un singolo del rapper statunitense Tyga, pubblicato il 28 febbraio 2011 su etichetta Young Money Entertainment.

## Tracce
1. Lap Dance – 4:02